# Toyokuni Utagawa
Toyokuni Utagawa (jap. 歌川 豊国 Utagawa Toyokuni; ur. 1769, zm. 1825) – japoński malarz tworzący w stylu ukiyo-e.
Uczył się w Edo u Toyoharu Utagawy. Zajmował się malarstwem, drzeworytnictwem oraz ilustratorstwem książkowym. Zasłynął przede wszystkim jako autor obrazów przedstawiających aktorów teatru kabuki. Swoje postaci ukazywał w ekspresyjnych, dramatycznych pozach, niekiedy przedstawiał w interakcji parę dwóch aktorów grających jednocześnie na scenie. Tworzył też wizerunki pięknych kobiet (bijinga). Malarstwo Toyokuniego wywarło wpływ na późniejszych artystów. Do jego uczniów należeli Toyokuni II, Toyokuni III, Kunimasa, Kunitora i Kunisada.